# 강금철
강금철(姜錦哲, 1972년 3월 19일~)은 대한민국의 축구 선수, 축구 지도자이다. 전북 현대 등에서 활동하다가 은퇴 이후에는 지도자로 활동하고 있다.

## 수상
전북 현대 모터스
- FA컵(1): 2000